# 헬레나 쳉겔
헬레나 쳉겔(독일어: Helena Zengel, 2008년 6월 10일 ~ )은 독일의 배우이다. 2019년 영화 《도주하는 아이》(Systemsprenger)에서의 역을 통해 2020 독일 영화상 여우주연상을 수상을 했으며, 2019 유럽 영화상 여우주연상 후보에 올랐다.

## 출연 작품
- 도주하는 아이 (2019)
- 뉴스 오브 더 월드 (2020) - 요하나 레온베르거 역